# Grad Kanazava
Grad Kanazava (japonsko 金沢, latinizirano: Kanazawa-džō) je velik, delno obnovljen japonski grad v Kanazavi v prefekturi Išikava na Japonskem. Stoji ob znamenitem vrtu Kenroku-en, ki je nekoč tvoril zasebni zunanji vrt gradu. Bil je sedež domene Kaga, ki ji je vladal klan Maeda 14 generacij od obdobja Sengoku do obnove Meidži leta 1871.

## Zgodovina
V poznem obdobju Muromači (1336 do 1573), ko je moč osrednjih šogunov v Kjotu usihala, so Ikō-iki, privrženci naukov duhovnika Renja iz sekte Džōdo Šinšū, izpodrinili uradne guvernerje province Kaga, klan Togaši in ustanovili neke vrste teokratično republiko, pozneje znano kot »Kmečko kraljestvo«. Njihovo glavno oporišče je bil Kanazava Gobō, utrjen tempeljski kompleks na konici grebena Kodacuno. Podprt z visokimi griči in z obeh strani obdan z rekami je bil naravna utrdba, okoli katere se je razvilo grajsko mesto. To je bil začetek tega, kar bo postalo mesto Kanazava. Leta 1580 je daimjo Oda Nobunaga poslal svojega generala Sakumo Morimaso, da osvoji provinco Kaga. Kasneje je dobil deželo kot fevd in začel delati na jarkih in ureditvi okoliškega grajskega mesta; vendar se je po umoru Nobunage postavil na stran Šibata Kacuieja in so ga v bitki pri Šizugatakeju leta 1583 porazile sile Tojotomija Hidejošija, ki jih je vodil Maeda Tošiie.
Maeda Tošiie je Kanazavo postavil za osnovo svojega posestva, ki se je razširilo na celotno provinco Kaga, provinco Noto in provinco Etčū kot domeno Kaga pod šogunatom Tokugava. Leta 1592 je po izkušnjah, pridobljenih med japonskimi vdori v Korejo, ukazal popolnoma obnoviti grad in k sodelovanju pri gradnji povabil Takajamo Ukona, kirišitanskega ((吉利支丹, 切支丹, キリシタン, きりしたん), iz portugalske cristão, pomeni kristjan, katoliški kristjani v japonščini) daimjōja, znanega po svojem strokovnem znanju pri načrtovanju gradu.
Novi grad je imel prvotno šestnadstropni tenšu (stolp), ki je leta 1602 pogorel in ni bil nikoli obnovljen. Namesto tega je bilo notranje predgradje uporabljeno za palačo Hon-maru ali rezidenco klana Maeda s trinadstropnim jagura stolpom.
Grad je leta 1631 pogorel in je bil takrat močno predelan. Ni-no-maru drugo predgradje je bilo razširjeno, preko grajskega ozemlja je bil zgrajen kanal Tacumi, rezidence različnih starejših častnikov pa so bile odstranjene izven grajskih jarkov. Grad je ponovno pogorel v velikem požaru v Kanazavi leta 1759.
Po obnovi Meidži je bil grad leta 1871 predan japonski cesarski vojski in je služil kot štab 9. divizije japonske cesarske vojske. Večina preživelih struktur v ograjenem prostoru Ni-no-maru je bila uničena v požaru leta 1881.
Od leta 1949 do 1989 je bil del grajskega mesta predan univerzi Kanazava.
Grad je bil leta 2008 razglašen za nacionalno zgodovinsko območje.
Večina sedanjih stavb je rekonstrukcija, ki temelji na tem, kako je bil grad videti v 1850-ih. Ohranjene strukture so vrata Išikava (zgrajena leta 1788), Sandžuken Nagaja in skladišče Curumaru, ki so vse zasnovane kot pomembna kulturna dediščina. Stolp Hiši Jagura, skladišče Godžiken Nagaja in stolp Hašizume-mon Cuzuki Jagura so bili obnovljeni leta 2001 z uporabo tradicionalnih gradbenih metod. Rekonstruiranih je bilo tudi več vrat gradu, glavni vhod v grad Kahoku-mon leta 2010, vrata Hašizume-mon leta 2015 ter vrata in most Nezumitamon leta 2020.

## Arhitektura
Čeprav je bil klan Maeda najmočnejši daimjō na Japonskem za vladajočim klanom Tokugava v smislu kokudaka (sistem za določanje vrednosti zemljišča za namene obdavčitve), njihov položaj ni bil nedotakljiv. Grad Kanazava je stal v središču grajskega mesta, ki je samo po sebi sestavljeno iz številnih elementov, ki so prispevali k splošni obrambni situaciji. Grad je bil zgrajen na najvišji točki med rekama Sai in Asano. Sistem jarkov in kanalov je obdajal grad za dodatna zaščita. Maeda Tošinaga, drugi daimjō domene Kaga, je zgradil sistem notranjih jarkov, ki so bili skupaj dolgi več kot 3000 metrov, še en sistem zunanjih jarkov pa je bil dodan med letoma 1600 in 1614. Za oskrbo s pitno vodo je bila vrsta kanalov, zgrajena od 1583-1630, povezana s sistemom jarkov. Skupaj je bil sistem dolg skoraj 15 kilometrov.
Za dodatno zaščito je bilo grajsko ozemlje razdeljeno na devet ograjenih prostorov, razdeljenih z zemeljskimi obzidji, kamnitimi zidovi in utrjenimi vrati, ki so obkrožali glavni zaliv, kjer je imel klan Maeda svoje prebivališče. Stavbe, povezane z vlado domene Kaga, so bile večinoma v Drugem predgradju (Ni-no-maru). V mnogih japonskih grajskih mestih so bili budistični templji namenoma postavljeni na lokacije, izbrane za okrepitev šibkih točk v obrambi gradu. Kanazava ni bil nobena izjema: templji so bili strateško združeni na območjih, ki so oddaljena od gradu, najverjetneje kot zatočišča za umik.
Značilni grajski, belkasti strešniki so iz svinca. Razlog za to ni le v tem, da so ognjevarni, ampak legenda pravi tudi, da bi lahko ploščice v času obleganja pretalili in jih spremenili v krogle.

### Glavne lastnosti
Glavne značilnosti gradu so naslednje:
- Hiši Jagura - stražni stolp, tri nadstropja. Višina strehe: 17,34 metra nad kamnitim zidom; skupna tlorisna površina: 255,35 kvadratnih metrov. Ta stolp je zgrajen pod rahlim kotom glede na ostale strukture, kar ima za posledico notranje stebre v obliki diamanta in povezave, ki jih je težko zgraditi znotraj kompleksne mreže notranjih stebrov in nosilcev.

- Gojiken Nagaja – dolg, dvorani podoben večstranski stolp, ki se običajno uporablja kot skladišče; dvonadstropen. Višina strehe: 9,35 do 10,08 m nad kamnitim zidom; skupna tlorisna površina: 1384,95 kvadratnih metrov.
- Hašizume-mon Cuzuki jagura - stražni stolp in komandna točka, tri nadstropja. Višina strehe: 14,69 metra nad kamnitim zidom; skupna tlorisna površina: 253,93 kvadratnih metrov.
- Hašizume-iči-no-mon - vhodna vrata.
- Curu-no-maru Dobei - dvojni zemeljski nasip. Višina 2,91 metra nad kamnitim zidom.
- Vrata Išikava-mon - vhodna vrata z dvema značilnima slogoma kamna. Razglašena je za nacionalno pomembno kulturno dobrino. Ta vrata so obrnjena proti enemu od vhodov v park Kenroku-en.

Grad leži znotraj obsežnega zemljišča, ki je trenutno organizirano kot velika, dobro vzdrževana trata in neformalno gozdnato območje z različnimi velikimi zidovi, vrati in gospodarskimi poslopji.